# フランクリン・グラセスキー
フランクリン・ベンハミン・グラセスキー（Franklyn Benjamin Gracesqui , 1979年8月20日 - ）は、ドミニカ共和国の元プロ野球選手（投手）。

## 経歴

### ブルージェイズ傘下時代
1998年にドラフト21巡目でトロント・ブルージェイズから指名を受ける。

### マーリンズ時代
2002年にフロリダ・マーリンズに移籍する。
2004年にメジャーリーグ初登板を果たす。以降はマイナーリーグに降格。

### オリオールズ傘下時代
2006年にボルチモア・オリオールズ傘下の3Aオタワ・リンクスに移籍するも、メジャーリーグでの登板は無かった。

### 中日時代
2007年に中日ドラゴンズに入団。登録名は伸ばし棒の無い｢グラセスキ｣。195センチの長身から投げる速球が武器である。毎日新聞の記事によると会見では、「勝利に貢献できるよう頑張りたい」と語っていた。
開幕一軍入りを果たし、ヤクルトとの開幕2戦目に登板するなど、中継ぎ投手としてまずまずの成績を残したが、8月7日の練習中に左ヒザを負傷し、全治6週間と診断された。シーズン中の復帰は絶望と判断した球団は17日にウェイバー公示を行い、自由契約となった。

### 独立リーグ時代
2008年6月2日にアトランティックリーグ（現・カナディアン・アメリカン・リーグ）のニューアーク・ベアーズと契約を交わし、入団した。7試合に登板したが、7月5日の登板を最後に自由契約となった。
2009年はアトランティックリーグのサザンメリーランド・ブルークラブスとユナイテッドリーグ・ベースボールのラレド・ブロンコスでプレーした。
2010年はアトランティックリーグのヨーク・レボリューションとユナイテッドリーグ・ベースボールのラレド・ブロンコスでプレーした。
2011年はノース・アメリカン・リーグのユマ・スコーピオンズでプレーした。
2012年はアトランティックリーグのブリッジポート・ブルーフィッシュでプレーした。

### 現役引退後
引退後は野球界から遠ざかっている。

## 詳細情報

### 年度別投手成績
| 年 度    | 球 団    | 登 板 | 先 発 | 完 投 | 完 封 | 無 四 球 | 勝 利 | 敗 戦 | セ 丨 ブ | ホ 丨 ル ド | 勝 率 | 打 者 | 投 球 回 | 被 安 打 | 被 本 塁 打 | 与 四 球 | 敬 遠 | 与 死 球 | 奪 三 振 | 暴 投 | ボ 丨 ク | 失 点 | 自 責 点 | 防 御 率 | W H I P |
| -------- | -------- | ----- | ----- | ----- | ----- | -------- | ----- | ----- | -------- | ----------- | ----- | ----- | -------- | -------- | ----------- | -------- | ----- | -------- | -------- | ----- | -------- | ----- | -------- | -------- | ------- |
| 2004     | FLA      | 7     | 0     | 0     | 0     | 0        | 0     | 1     | 1        | 0           | .000  | 23    | 4.0      | 6        | 0           | 3        | 0     | 2        | 1        | 0     | 0        | 6     | 5        | 11.25    | 2.25    |
| 2007     | 中日     | 17    | 0     | 0     | 0     | 0        | 3     | 0     | 0        | 2           | 1.000 | 93    | 23.0     | 12       | 0           | 18       | 1     | 0        | 13       | 2     | 0        | 6     | 6        | 2.35     | 1.30    |
| MLB：1年 | MLB：1年 | 7     | 0     | 0     | 0     | 0        | 0     | 1     | 1        | 0           | .000  | 23    | 4.0      | 6        | 0           | 3        | 0     | 2        | 1        | 0     | 0        | 6     | 5        | 11.25    | 2.25    |
| NPB：1年 | NPB：1年 | 17    | 0     | 0     | 0     | 0        | 3     | 0     | 0        | 2           | 1.000 | 93    | 23.0     | 12       | 0           | 18       | 1     | 0        | 13       | 2     | 0        | 6     | 6        | 2.35     | 1.30    |

### 年度別守備成績
| 年 度 | 球 団 | 投手（P） | 投手（P） | 投手（P） | 投手（P） | 投手（P） | 投手（P） |
| 年 度 | 球 団 | 試 合     | 刺 殺     | 補 殺     | 失 策     | 併 殺     | 守 備 率  |
| ----- | ----- | --------- | --------- | --------- | --------- | --------- | --------- |
| 2004  | FLA   | 7         | 0         | 1         | 0         | 0         | 1.000     |
| MLB   | MLB   | 7         | 0         | 1         | 0         | 0         | 1.000     |

### 記録
NPB
- 初登板：2007年3月31日、対東京ヤクルトスワローズ2回戦（ナゴヤドーム）、9回表に5番手で救援登板・完了、1回無失点
- 初奪三振：同上、9回表にアダム・リグスから空振り三振
- 初勝利：2007年4月5日、対読売ジャイアンツ3回戦（東京ドーム）、7回裏に2番手で救援登板、1回無失点
- 初ホールド：2007年4月11日、対阪神タイガース2回戦（阪神甲子園球場）、7回裏に4番手で救援登板、1回無失点

### 背番号
- 49（2007年）

## 関連人物
- 中日ドラゴンズの選手一覧